# 東洋コンツェルン
株式会社東洋コンツェルン（とうようコンツェルン）は、主に石川県のパチンコチェーン「タイガー」等を運営している会社である。またグループの統括会社である。
本社は石川県小松市にある。
2005年5月、小松市内に南加賀最大級のスポーツクラブBIG-Sをオープンさせた。

## グループ会社
- 株式会社東洋コンツェルン - パチンコ店運営
- 有限会社東洋商事 - 不動産など
- 株式会社東洋レック - パチンコ店舗の景品コーナーや飲食店運営、保険事業など
- 株式会社東洋カンタス - 自動販売機の運営・管理
- 株式会社赤坂建築工房
- デジタルTVジャパン - 放送制作
- 東洋マッシ - 和食飲食店
- 株式会社農口尚彦研究所 - 日本酒メーカー。2017年創業。